# UFC 96
UFC 96: Jackson vs. Jardine è stato un evento di arti marziali miste tenuto dalla Ultimate Fighting Championship il 7 marzo 2009 alla Nationwide Arena di Columbus, Stati Uniti.

## Retroscena
Quinton "Rampage" Jackson fu il lottatore che percepì il più alto ingaggio per la serata, con 325.000 dollari per l'incontro più un bonus vittoria di 100.000$ per un totale di 425.000$; l'atleta meno pagato fu Ryan Madigan, il quale ottenne 3.000$ per il proprio match.

## Risultati

### Card preliminare
- Incontro categoria Pesi Leggeri:  Aaron Riley contro  Shane Nelson

Nelson sconfisse Riley per KO Tecnico (pugno) a 0:44 del primo round.
- Incontro categoria Pesi Mediomassimi:  Brandon Vera contro  Mike Patt

Vera sconfisse Patt per KO Tecnico (calci alle gambe) a 1:27 del secondo round.
- Incontro categoria Pesi Mediomassimi:  Tim Boetsch contro  Jason Brilz

Brilz sconfisse Boetsch per decisione unanime (29–28, 29–28, 29–28).
- Incontro categoria Pesi Medi:  Kendall Grove contro  Jason Day

Grove sconfisse Day per KO Tecnico (colpi) a 1:32 del primo round.
- Incontro categoria Pesi Welter:  Tamdan McCrory contro  Ryan Madigan

McCrory sconfisse Madigan per KO Tecnico (pugni) a 3:35 del primo round.

### Card principale
- Incontro categoria Pesi Leggeri:  Gray Maynard contro  Jim Miller

Maynard sconfisse Miller per decisione unanime (30–27, 30–27, 30–27).
- Incontro categoria Pesi Mediomassimi:  Matt Hamill contro  Mark Muñoz

Hamill sconfisse Muñoz per KO (calcio alla testa) a 3:53 del primo round.
- Incontro categoria Pesi Welter:  Pete Sell contro  Matt Brown

Brown sconfisse Sell per KO Tecnico (pugni) a 1:32 del primo round.
- Incontro categoria Pesi Massimi:  Gabriel Gonzaga contro  Shane Carwin

Carwin sconfisse Gonzaga per KO (pugno) a 1:09 del primo round.
- Incontro categoria Pesi Mediomassimi:  Quinton Jackson contro  Keith Jardine

Jackson sconfisse Jardine per decisione unanime (29–28, 29–28, 30–27).

## Premi
Ai vincitori sono stati assegnati 60.000$ per i seguenti premi:
- Fight of the Night:  Quinton Jackson contro  Keith Jardine
- Knockout of the Night:  Matt Hamill
- Submission of the Night: nessun incontro terminò per sottomissione